# Championnat de Finlande de hockey sur glace
Le championnat de Finlande Élite de hockey sur glace porte le nom de Liiga. La ligue est instaurée en 1975 sous le nom de SM-liiga abréviation de Suomenmestaruus-liiga, suomenmestaruus signifiant championnat finlandais. La SM-liiga remplace la SM-sarja, qui était fondamentalement une ligue amateur et obtint une entente avec l'Association finlandaise de hockey sur glace, la Suomen Jääkiekkoliitto. En 2008, le championnat finlandais est classé deuxième championnat européen par la fédération internationale derrière la Russie.

## Historique

Ancien logo de la SM-Liiga.

La SM-liiga est créée en 1975 et, à sa création, elle regroupe pour sa première saison dix équipes : Ässät Pori, FPS Forssa, HIFK, Ilves Tampere, Jokerit Helsinki, KooVee Tampere, Lukko Rauma, Sport Vaasa, Tappara Tampere et TPS Turku. Pour la première fois depuis le premier championnat disputé en Finlande, en 1928, la saison régulière est complétée par une phase de séries éliminatoires entre les quatre premiers afin de désigner le champion de la saison. Le TPS finit en tête de la saison régulière puis remporte par la suite le premier titre de champion de la nouvelle ligue. Dans le même temps, le dernier de la saison, le club de Sport Vaasa est relégué en I. Divisioona. Le TPS reçoit donc le Kanada-malja, en français la Coupe Canada, du champion de séries. Ce trophée porte le nom de Coupe Canada car elle est donnée en 1951 par la communauté finnoise habitant au Canada à la Finlande.
Dès la saison suivante, une phase de barrage a lieu entre les deux derniers de la ligue et le premier de la division inférieure, les deux meilleures équipes restant jouer en élite. Jusqu'en 1988, Tappara Tampere est quasiment toujours présent dans les trois premiers de la ligue, ne ratant le podium qu'en 1980. L'équipe remporte sept fois le Kanada-malja et cinq fois la saison régulière.
Cette même année, le championnat s'élargit et intègre deux nouvelles équipes pour porter le total à douze clubs alors que depuis 1981, les six meilleures équipes sont qualifiées pour les séries : les deux meilleurs sont directement qualifiées pour les demi-finales alors que les quatre suivantes jouent une première ronde. Ce dernier changement est supprimé en 1983-84 puis remis en place en 1988-89 lors du passage à douze équipes.
Le TPS est l'équipe qui marque les esprits à la fin des années 1980, remportant trois titres de saisons régulières et trois titres de champion des séries consécutivement. Les joueurs du TPS sont régulièrement sur les devants de la scène remportant huit titres des séries et autant de la saison entre 1988 et 2001.
En 1992-1993, ce sont désormais les huit meilleures équipes du championnat qui disputent les séries éliminatoires. À la fin de la saison 1999-2000, la ligue décide d'intégrer une équipe de plus dans le championnat et de devenir une « ligue fermée » afin d'éviter que des clubs y soient promus ou relégués sans que le changement ne soit approuvé par les dirigeants de la SM-liiga, ceci dans le souci de garantir un hockey de haut niveau dans cette ligue d'élite. Cependant, les commissaires s'engagent à accepter la promotion du premier gagnant de la Mestis, la seconde plus haute ligue en Finlande, qui rencontrerait certains standards de qualité. C'est ainsi qu'en 2005, le KalPa Kuopio est admis et fait ainsi passer le nombre de clubs à quatorze. En 2008-2009, la ligue redevient « ouverte » et le meilleur club de la Mestis peut prétendre à la montée en élite s'il bat le dernier de la SM-Liiga en barrages. Ce système a de nouveau été abandonné en 2013, date à compter de laquelle les meilleurs clubs de Mestis peuvent demander à être promus s'ils respectent certains critères sportifs et financiers.
Lors de la saison 2013-2014, la SM-liiga est renommée Liiga.
Le club de Jokerit a rejoint la KHL durant la saison 2014-2015 et celui d'Espoo Blues a fait faillite en fin de saison 2015-2016. Mais la promotion des clubs Sport Vaasa, Kookoo Kouvola et Jukurit Mikkeli portent désormais la ligue à 15 équipes.

## Équipes
La Liiga regroupe les quinze équipes listées ci-dessous :
| Club               | Ville        | Création | Patinoire               | Capacité |
| ------------------ | ------------ | -------- | ----------------------- | -------- |
| HIFK               | Helsinki     | 1897     | Helsingin Jäähalli      | 8 200    |
| HPK Hämeenlinna    | Hämeenlinna  | 1929     | Patria Areena           | 5 360    |
| KalPa Kuopio       | Kuopio       | 1929     | Kuopion Jäähalli        | 5 165    |
| Ilves Tampere      | Tampere      | 1931     | Tampereen Jäähalli      | 7 600    |
| Lukko Rauma        | Rauma        | 1936     | Kivikylän Areena        | 5 400    |
| TPS Turku          | Turku        | 1937     | Turkuhalli              | 11 820   |
| Kärpät Oulu        | Oulu         | 1946     | Oulun Energia Areena    | 6 612    |
| SaiPa Lappeenranta | Lappeenranta | 1948     | Kisapuiston Jäähalli    | 4 847    |
| Tappara Tampere    | Tampere      | 1955     | Tampereen Jäähalli      | 7 600    |
| Sport Vaasa        | Vaasa        | 1962     | Vaasa Arena             | 4 512    |
| Kookoo Kouvola     | Kouvola      | 1965     | Lumon Areena            | 6 400    |
| Ässät Pori         | Pori         | 1967     | Porin Jäähalli          | 6 472    |
| Jukurit Mikkeli    | Mikkeli      | 1970     | Kalevankankaan Jäähalli | 4 200    |
| JYP Jyväskylä      | Jyväskylä    | 1977     | Synergia Areena         | 4 618    |
| Pelicans Lahti     | Lahti        | 1992     | Isku Areena             | 5 078    |

## Palmarès

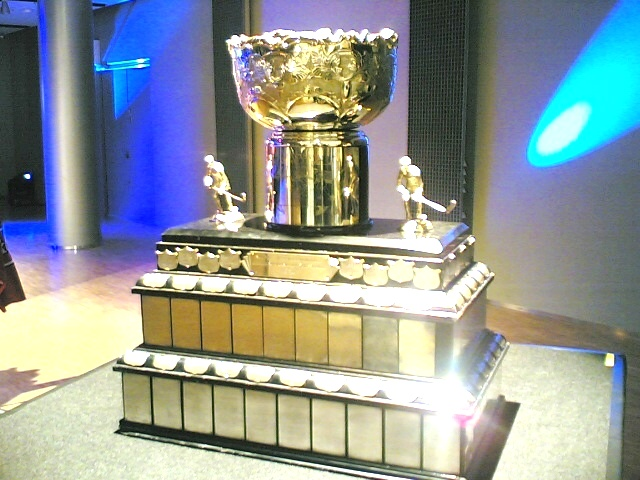
Le Kanada-malja

L'équipe championne des séries éliminatoires se voit remettre le Kanada-malja.
| Saison    | Champion                            | Deuxième                            | Troisième                           | Saison régulière |
| --------- | ----------------------------------- | ----------------------------------- | ----------------------------------- | ---------------- |
| 1975-1976 | TPS                                 | Tappara                             | Ässät                               | TPS              |
| 1976-1977 | Tappara                             | TPS                                 | KooVee                              | Tappara          |
| 1977-1978 | Ässät                               | Tappara                             | TPS                                 | Tappara          |
| 1978-1979 | Tappara                             | Ässät                               | TPS                                 | Ässät            |
| 1979-1980 | HIFK                                | Ässät                               | Kärpät                              | TPS              |
| 1980-1981 | Kärpät                              | Tappara                             | TPS                                 | Tappara          |
| 1981-1982 | Tappara                             | TPS                                 | HIFK                                | TPS              |
| 1982-1983 | HIFK                                | Jokerit                             | Ilves                               | Jokerit          |
| 1982-1983 | Tappara                             | Ässät                               | Kärpät                              | Tappara          |
| 1984-1985 | Ilves                               | TPS                                 | Kärpät                              | TPS              |
| 1985-1986 | Tappara                             | HIFK                                | Kärpät                              | Tappara          |
| 1986-1987 | Tappara                             | Kärpät                              | HIFK                                | Kärpät           |
| 1987-1988 | Tappara                             | Lukko                               | HIFK                                | Ilves            |
| 1988-1989 | TPS                                 | JyP HT                              | Ilves                               | TPS              |
| 1989-1990 | TPS                                 | Ilves                               | Tappara                             | TPS              |
| 1990-1991 | TPS                                 | KalPa                               | HPK                                 | TPS              |
| 1991-1992 | Jokerit                             | JyP HT                              | HIFK                                | JyP HT           |
| 1992-1993 | TPS                                 | HPK                                 | JyP HT                              | TPS              |
| 1993-1994 | Jokerit                             | TPS                                 | Lukko                               | TPS              |
| 1994-1995 | TPS                                 | Jokerit                             | Ässät                               | Jokerit          |
| 1995-1996 | Jokerit                             | TPS                                 | Lukko                               | Jokerit          |
| 1996-1997 | Jokerit                             | TPS                                 | HPK                                 | Jokerit          |
| 1997-1998 | HIFK                                | Ilves                               | Jokerit                             | TPS              |
| 1998-1999 | TPS                                 | HIFK                                | HPK                                 | TPS              |
| 1999-2000 | TPS                                 | Jokerit                             | HPK                                 | TPS              |
| 2000-2001 | TPS                                 | Tappara                             | Ilves                               | Jokerit          |
| 2001-2002 | Jokerit                             | Tappara                             | HPK                                 | Tappara          |
| 2002-2003 | Tappara                             | Kärpät                              | HPK                                 | HPK              |
| 2003-2004 | Kärpät                              | TPS                                 | HIFK                                | TPS              |
| 2004-2005 | Kärpät                              | Jokerit                             | HPK                                 | Kärpät           |
| 2005-2006 | HPK                                 | Ässät                               | Kärpät                              | Kärpät           |
| 2006-2007 | Kärpät                              | Jokerit                             | HPK                                 | Kärpät           |
| 2007-2008 | Kärpät                              | Blues                               | Tappara                             | Kärpät           |
| 2008-2009 | JYP                                 | Kärpät                              | KalPa                               | JYP              |
| 2009-2010 | TPS                                 | HPK                                 | JYP                                 | JYP              |
| 2010-2011 | HIFK                                | Blues                               | Lukko                               | JYP              |
| 2011-2012 | JYP                                 | Pelicans                            | Jokerit                             | KalPa            |
| 2012-2013 | Ässät                               | Tappara                             | JYP                                 | Jokerit          |
| 2013-2014 | Kärpät                              | Tappara                             | Lukko                               | Kärpät           |
| 2014-2015 | Kärpät                              | Tappara                             | Lukko                               | Kärpät           |
| 2015-2016 | Tappara                             | HIFK                                | Kärpät                              | HIFK             |
| 2016-2017 | Tappara                             | Kärpät                              | JYP                                 | Tappara          |
| 2017-2018 | Kärpät                              | Tappara                             | HIFK                                | Kärpät           |
| 2018-2019 | HPK                                 | Kärpät                              | Tappara                             | Kärpät           |
| 2019-2020 | Séries annulées, titre non attribué | Séries annulées, titre non attribué | Séries annulées, titre non attribué | Kärpät           |
| 2020-2021 | Lukko                               | TPS                                 | HIFK                                | Lukko            |
| 2021-2022 | Tappara                             | TPS                                 | Ilves                               | Tappara          |
| 2022-2023 | Tappara                             | Pelicans                            | Ilves                               | Tappara          |
| 2023-2024 | Tappara                             | Pelicans                            | Kärpät                              | Tappara          |